# Dorsum Zirkel

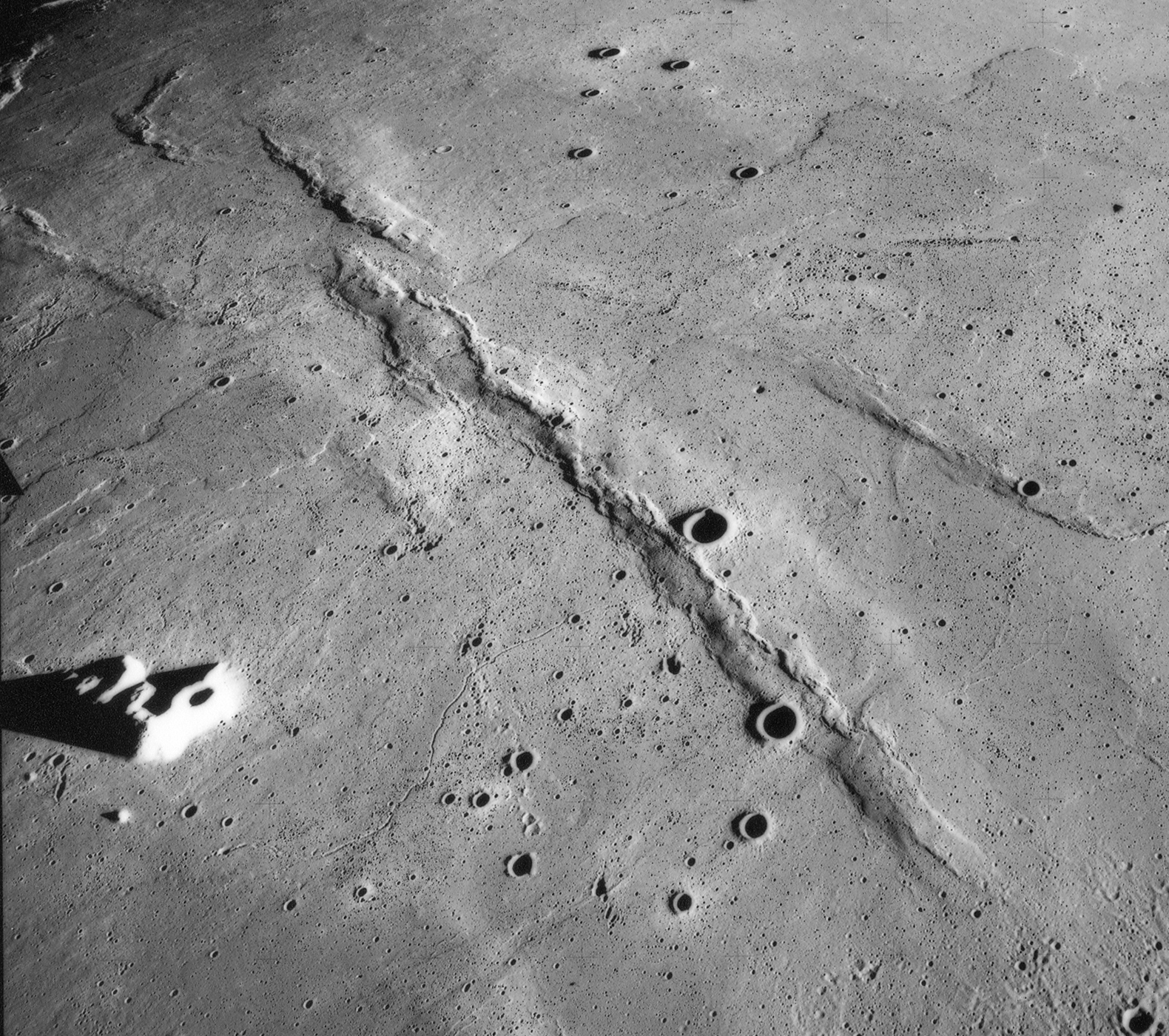
A la izquierda el Mons La Hire, en el centro la Dorsum Zirkel, con los cráteres La Hire A y B a ambos lados. Foto: Apolo 15.

La Dorsum Zirkel es una cresta arrugada de la Luna situada en la parte occidental del Mare Imbrium, al este del Mons La Hire. El nombre de la dorsum hace referencia al geólogo alemán Ferdinand Zirkel (1838-1912), siendo aprobado por la Unión Astronómica Internacional en 1976.
La dorsum tiene una longitud de 195.22 km, con una orientación sureste-noroeste, y tiene a ambos lados los pequeños cráteres La Hire A y B.  El cráter Lambert, de mucho mayor tamaño, está al sureste, y el pequeño cráter McDonald al noreste.
A pocos kilómetros al noroeste se encuentra la Dorsum Heim.